# Belchertown (Massachusetts)
Belchertown é uma cidade no condado de Hampshire, Massachusetts, Estados Unidos. Faz parte da área de estatística de Springfield, também de Massachusetts. A população era de 2.841 pessoas no censo de 2018.

## Geografia
Belchertown encontra-se localizado nas coordenadas 42° 16′ 44″ N, 72° 24′ 02″ O. Segundo o Departamento do Censo dos Estados Unidos, Belchertown tem uma superfície total de 143.29 km², da qual 136.34 km² correspondem a terra firme e (4.85%) 6.94 km² é água.

## Demografia
Segundo o censo de 2010, tinha 14.649 pessoas residindo em Belchertown. A densidade populacional era de 102,23 hab./km². Dos 14.649 habitantes, Belchertown estava composto pelo 93.8% brancos, o 1.36% eram afroamericanos, o 0.14% eram amerindios, o 2.08% eram asiáticos, o 0.05% eram insulares do Pacífico, o 0.79% eram de outras raças e o 1.77% pertenciam a duas ou mais raças. Do total da população o 2.63% eram hispanos ou latinos de qualquer raça.